# Park Se-jin
Đây là một tên người Triều Tiên, họ là Park.
Park Se-jin (tiếng Hàn: 박세진; sinh ngày 15 tháng 12 năm 1995) là một cầu thủ bóng đá Hàn Quốc thi đấu ở vị trí hậu vệ cho Suwon FC ở K League 2.

## Sự nghiệp
Park gia nhập đội bóng ở K League Challenge Daegu FC vào tháng 1 năm 2016. Anh có màn ra mắt trong trận mở đầu của mùa giải 2016 trước Daejeon Citizen vào ngày 26 tháng 3.